# Terrängbil 30/40
Terrängbil 30/40 (Tgb 30/40) eller Scania SBA 111/111S är en av de vanligaste lastbilstyperna inom Försvarsmakten. De två versionerna har varit i tjänst inom Försvarsmakten sedan 1975.

## Historia
Under 1964 började man vid FMV diskutera en ny terrängbil för att fylla Försvarsmaktens behov. År 1969 skrev man kontrakt med Scania om ett antal provbilar (fyra st i omgång 1, 17 st i omgång 2) utöver Scanias 2 st egna provfordon. Efter omfattande tester, såväl sommar- som vintertid, av både FMV och Scania började bilarna levereras hösten 1975. Komforten konstruerades efter civil standard.

## Konstruktion
Bilarna byggdes för att köras i mycket oländig terräng med specifikationskrav på 60 % (31 grader) stigning och 40 % (22 grader) sidlutning med full last. Med en frigångshöjd under axlarna på 40 cm och 45 graders frigångsvinkel fram och bak gjorde detta att fordonet kunde ta sig över 60 cm diagonala hinder och vada i 80 cm djupt vatten. Växellådan består av en 6-stegs automatlåda (varav 4 nyttjas i "drive"-läget) med 2-växlad fördelningsväxellåda, två kraftuttag och möjlighet till maxhastighet på upp till 90 km/h. Tgb 30 har en vinsch med 60 m vinschlina och 9 tons dragkraft på enkel part. Tgb 40 har en vinsch med 50 m vinschlina och 11 tons dragkraft på enkel part. Den begärda konstruktionslivslängden sattes till 100 000 km. Bilarna skulle bestå av så många Scania standardartiklar som möjligt och räknat på artikelnummer kom det att bli mer än 70%. Sinsemellan var Tgb 30 och Tgb 40 lika till 90%. Största skillnaden för Tgb 40 är en hjulaxel mer, längre hjulbas och flak, större lastförmåga samt ett överladdningsaggregat på motorn som ger högre effekt. Tgb 40 kunde även förses med personalhytt och 1,2 tm elhydraulisk eller 5,5 tm hydraulisk lastkran.

## Versioner
Försvarsmakten beställde fem versioner av Scania SBA 111 och Scania SBA 111S, där Terrängbil 30 och Terrängbil 40/45 primärt kom att brukas av armén och räddningsterrängbil 4112 samt slunga 77 brukas av flygvapnet.

### Terrängbil30
Terrängbil 30 (Tgb 30) är 2-axlig och försedd med en 6-cylindrig D11-motor på 220 hk och tillåten last 4,5 ton på väg och i terräng. Scanias beteckning är SBA 111, Special Bulldog Allwheeldrive, 11-liter diesel engine, generation 1.
| Militär benämning | Tgb 311A | Tgb 311A kran 1T Tgb 311B kran 1T | Tgb 311B PH kran 1T                     | Drivmedelsterrängbil 3125A |
| ----------------- | -------- | --------------------------------- | --------------------------------------- | -------------------------- |
| Utrustning        | Flak     | Flak med lastkran 5911            | Flak med personalhytt och lastkran 5911 | 2 st tankar à 2 m3         |
| Flaklängd [mm]    | 4208     | 4208                              | 2423                                    | 4290                       |
| Antal passagerare | 2        | 2                                 | 2 + 10                                  | 2                          |
| Tjänstevikt [kg]  | 8820     | 9120                              | 8820                                    | 8820                       |
| Maxlast [kg]      | 4580     | 4280                              | 4580                                    | 4520                       |
| Totalvikt [kg]    | 13400    | 13400                             | 13400                                   | 13400                      |

### Terrängbil40
Terrängbil 40 (Tgb 40) är en större version med tre axlar för bland annat dragning av artilleripjäser. Den har 300 hk, samma motor som Tgb 30 men försedd med turbo och med en tillåten last på väg och i terräng är 6,0 ton. Extra utrustning inkluderar personalhytt och 1,2 tm elhydraulisk lastkran, alternativt 55 tm hydraulisk lastkran. Växellådan består av en 6-stegs automatlåda med 2-stegs fördelningsväxellåda och två kraftuttag. Scanias beteckning är SBAT 111S, Special Bulldog Allwheeldrive Tandem, 11 liter, generation 1, Supercharged dieselengine.
| Militär benämning | Tgb 411A Tgb 411B | Tgb 411AL                | Tgb 411B PH                     | Radarterrängbil 4113A PS 70 | Drivmedelsterrängbil 4525A |
| ----------------- | ----------------- | ------------------------ | ------------------------------- | --------------------------- | -------------------------- |
| Utrustning        | Flak              | Flak med lastkran 55 kNm | Flak med trupptransporthytt 511 | Radarhytt PS-70             | 2 st tankar à 2 m3         |
| Flaklängd [mm]    | 4713              | 4200                     | 2943                            | -                           | 5300                       |
| Antal passagerare | 2                 | 2                        | 2 + 10                          | 2                           | 2                          |
| Tjänstevikt [kg]  | 10480             | 11900                    | 12270                           | 16420                       | 10270                      |
| Maxlast [kg]      | 6120              | 5000                     | 4330                            | 200                         | 8730                       |
| Totalvikt [kg]    | 16600             | 16900                    | 16600                           | 16620                       | 19000                      |

Terrängbil 45
Terrängbil 45 (Tgb 45) med en lastkapacitet på 8,5 ton -både väg och terräng- är en exportversion av Tgb 40 och har något högre totalvikt. I samband med att denna modell togs fram för export till Indien i 660 exemplar så beställde även försvarsmakten 90 exemplar, bland annat som bärare av spaningsradarn PS-90. Fjädrar och bromssystem är delvis förstärkta. Tgb 40/45 har en vinsch med 50 m vinschlina och 11 tons dragkraft på enkel part. Extra utrustning inkluderar personalhytt och 1,2 tm, elhydraulisk alternativt 5,5 tm, hydraulisk lastkran.
Räddningsterrängbil 4112

Räddningsterrängbil 4112 (Rtgb 4112) är ett räddningsfordon. Fordonet användes av svenska Flygvapnet för snabbsläckning, räddning samt bärgning och bortforsling av havererade flygplan. Fordonet baserades på modellen SBAT 111S. Totalt tillverkades 50 räddningsfordon, vilka försågs med en kaross med skumsläckningsutrustning från norska Fjeldhus Bruk.
| Militär benämning | Räddningsterrängbil 4112A                                                             |
| ----------------- | ------------------------------------------------------------------------------------- |
| Utrustning        | Släckmedelstank 3200 liter Brandpump Släckmedelskanon Tryckuttag Värmehållningssystem |
| Antal passagerare | 4                                                                                     |
| Tjänstevikt [kg]  | 12900                                                                                 |
| Maxlast [kg]      | 3700                                                                                  |
| Totalvikt [kg]    | 16600                                                                                 |

Slunga 77

Slunga 77 är ett snöröjningsfordon baserad på SBA 111. Totalt tillverkades mellan 80 och 85 fordon av denna typ. Fordon försågs med en dubbelhytt och tre rattar (inne i hytten), vilka var direkt sammankopplade med varandra. Baktill på fordonet kopplades en snöslunga (Rolba-aggregat), där snöslungan var utrustad med en Scania DS14 V8 dieselmotor på 258 kW (350 hk). Vid snöröjning med snöslungan hade fordonet en maxhastighet på 20 km/h, och kunde styras från de två rattarna, beroende på vilket synfält som önskades. Snöröjningskapaciteten var cirka 30 ton/minut snö, vilken kastades 30 meter i sidled. Fordonen tillverkades av Kockums i Storuman och levererades under åren 1978-1979.

## Övrigt
Terrängbil 45 (Tgb 45) är en version som levererades till Indien i antalet 660 fordon. Vidare har ett mindre antal exporterats till andra länder och en del sålts för olika ändamål som civila fordon som brandbil, sky-lift, bärgningsbil, slamsugare, buss, plogbil mm.